# DKW ZiS/Z 200
Die DKW ZiS 200 bzw. Z 200 ist ein Motorrad der Zschopauer Motorenwerke J. S. Rasmussen.

## Technik
Das Volksrad ES 200 war mit seiner Ausstattung ein „Einfachst-Motorrad“. Zu einem Verkaufspreis von 545 Reichsmark wertete man dieses Modell mit einem Zweigang-Getriebe im Kurbelgehäuse, Zweihebelvergaser (Bowdenzugbetätigung am Lenker) sowie Innenbackenbremsen vorn und hinten auf. Erhalten blieb dagegen der primitive Auspuff. Auch konnte man keinen Soziussattel nachrüsten.
Vermarktet wurde das Modell, zeitlich nicht abgrenzbar, als ZiS 200 und auch Z 200. Als ZiS (Zschopau in Sachsen) prangen die Initialen an beiden Tankseiten sowie auf dem hinteren Kotflügel. Als Z 200 in Verkauf gebrachte Modelle tragen das seinerzeit verwendete DKW-Logo am Tank.
| DKW ZiS/Z200          | DKW ZiS/Z200                                         |
| --------------------- | ---------------------------------------------------- |
| Baujahre              | 1929–1932                                            |
| Motor                 | fahrtwindgekühlter Einzylinder-Zweitaktmotor         |
| Steuerung             | Schlitzsteuerung                                     |
| Ladungswechsel        | Querstromspülung                                     |
| Bohrung × Hub         | 63 × 64 mm                                           |
| Hubraum               | 198 cm³                                              |
| Nennleistung          | 4 PS (2,9 kW)                                        |
| Vergaser              | Framo-E                                              |
| Schmierung            | Zweitaktgemisch 1 : 10 bis 1:15                      |
| Getriebe              | Zweiganggetriebe mit Zahnrädern im Kurbelgehäuse (a) |
| Endantrieb            | Flachriemen                                          |
| Rahmenbauart          | Pressstahl-Profilrahmen mit Unterzug                 |
| Radstand              | 1275 mm                                              |
| Sitzhöhe              | 700 mm                                               |
| Radaufhängung vorn    | Parallelogrammgabel mit Schraubenfeder               |
| Radaufhängung hinten  | Starrrahmen                                          |
| Bremsen               | Klotzbremse auf Riemenrad, Innenbacken vorn          |
| Leergewicht           | 83 kg                                                |
| Höchstgeschwindigkeit | 65 km/h                                              |
| Stückzahl             | ca. 2000                                             |